# Sasa Hanten-Schmidt

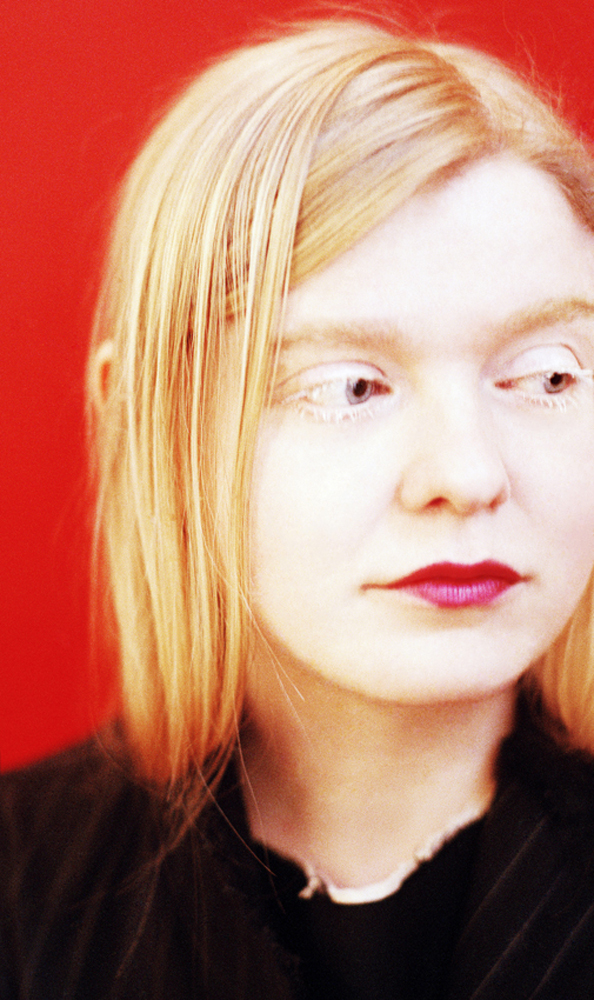
Sasa Hanten-Schmidt

Sasa Hanten-Schmidt (geboren 1971) ist eine deutsche Publizistin, Rechtsanwältin, Kunstsammlerin und öffentlich bestellte und vereidigte Sachverständige für zeitgenössische bildende Kunst.

## Bildung
Sasa Hanten-Schmidt studierte von 1991 bis 1992 Politologie, Philosophie und Rechtswissenschaften an der Christian-Albrechts-Universität in Kiel. Es folgte von 1995 bis 1999 ein Studium der Rechtswissenschaft an der Universität zu Köln, der Heinrich-Heine-Universität Düsseldorf und der Fernuniversität Hagen. Seit 2003 ist sie als Rechtsanwältin zugelassen.

## Karriere
Seit 2003 übt Hanten-Schmidt anwaltliche Tätigkeiten in ihrer eigenen Kanzlei in Köln aus.
Zwischen 2004 und 2014 war Hanten-Schmidt Kuratorin einer größeren Privatsammlung und veröffentlichte 2010 sie das Werkverzeichnis von Martin Willing Eigenwert Eigenvalue. Seit 2011 leitet sie das Atelier von Angela Glajcar und veröffentlichte 2013 das Werkverzeichnis Angela Glajcar. Seit 2012 ist sie Sachverständige für zeitgenössische bildende Kunst. Ihr Fachgebiet ist zeitgenössische bildende Kunst seit 1960, mit dem Schwerpunkt Europa.  Seit 2021 gehört sie dem Prüfungsgremium für Sachverständige im Bereich Kunst und Antiquitäten in Deutschland an. Ihre Expertise im Umgang mit zeitgenössischer Kunst, als Mitarbeiterin in Galerien und Kuratorin oder Privatsammlungen nutzt sie um den Kunstmarkt zu analysieren. Im Oktober 2024 veröffentlicht sie die zweite, überarbeitete Auflage des Werkverzeichnisses von Angela Glajcar im Verlag Spector Books, das den Zeitraum von 1997 bis 2024 umfasst.

## Arbeiten
Hanten-Schmidt beschäftigt sich in ihren Büchern und Aufsätzen mit der Problematik des Generationswechsels mit Kunstbezug aus juristischer, sachverständiger und soziologischer Sicht. Gemeinsam mit Wolfgang Ullrich hat sie in der Studie Sieh mich an! Look at me! exemplarisch die Herleitung einer deutschen Unternehmersammlung erarbeitet und darauf basierend ein Best-Practice-Modell vorgestellt, wie der Generationsübergang mit Kunstbezug gelingen kann.
Außerdem hat sie monografische Publikationen und Essays über die zeitgenössischen Künstler Nan Hoover/Bill Viola, Bettina Blohm, Martin Willing, Angela Glajcar, Hans Hartung, Eduard Micus, Emil Schumacher sowie über Themen in der zeitgenössischen Kunst (fotografische Positionen, Raumerfahrung, Malerei) verfasst.
Mit dem Buch „Spiel mit mir“, das 2023 im Spector Book erschienen ist, zeigt Hanten-Schmidt einen entscheidenden Genrewechsel gegenüber ihren bisherigen Arbeiten. Ihre erste literarische Veröffentlichung stellt ein Insiderbuch dar, in dem sie von ihren Erfahrungen in der Kunstwelt erzählt.

## Publikationen (Auswahl)
- Angela Glajcar (Werkverzeichnis), Wienand Verlag, Köln 2013, ISBN 978-3-86832-146-3.
- mit Wolfgang Ullrich: Sieh mich an! Look at me!: Schlüsselmomente einer Sammlungsgeschichte / Checkpoints of an Art Collection. Spector Books, Leipzig 2017, ISBN 978-3-95905-161-3.
- Der Kunst einen Wert zuweisen: Symposium 2017. Van Ham Art Publications, Köln 2017, ISBN 978-3-00-057715-4.
- Der Faktor Mensch: Wie gelingt der Generationsübergang mit Kunst? Van Ham Art Publications, Köln 2019, ISBN 978-3-9815510-3-7.
- Spiel mit mir: Überschwänglich leben mit Kunst. Spector Books, Leipzig 2023, ISBN 978-3-95905-684-7.
- ANGELA GLAJCAR Catalogue Raisonné 1997–2024. Spector Books, Leipzig 2024, ISBN 978-3-95905-786-8.